# Anatole Odilon Bernast
Anatole-Odilon Bernast est un artiste peintre et lithographe français représentatif de la peinture académique, né  à Hazebrouck (Nord) le 24 juin 1871 et mort à Tunis (Tunisie) le 28 juin 1904 .

## Biographie
Son père Gustave-Joseph-César Bernast, né à Hazebrouck, est négociant, industriel, fabricant de toile et adjoint au maire d'Hazebrouck. C'est de son union avec Marie-Léonie-Louise Velge, née à Hazebrouck, que naît Anatole-Odilon-Ferdinand, neuvième et dernier enfant de la famille. Il est l'arrière-petit-neveu de Nicolas Ruyssen, peintre de la Cour d'Angleterre.

### Formation
Orphelin très jeune, il s'installe en 1891 chez un de ses frères à Roubaix, au 52 rue des Arts. Il est formé par Pharaon de Winter, directeur depuis 1887 des cours de dessin et de peinture à l'école des beaux-arts de Lille. Il remporte successivement tous les premiers prix de l'académie de Lille, dans les sections de sculpture, gravure et peinture.

### Un artiste académique
Il expose à Paris au Salon des artistes français en 1890 ; une mention honorable lui est décernée dans la section de gravure et lithographie pour le Saint Vincent de Théodule Ribot (peintre), il remporte une médaille de 3e classe pour un portrait de vieille femme au Salon des artistes français en 1897, et obtient une médaille de bronze pour le portrait de Mme P... à l'Exposition universelle de Paris en 1900.
Il meurt à l'âge de 33 ans à Tunis.

## Œuvres
(liste non exhaustive, par ordre chronologique)
| Tableau | Titre                                                               | Date d'exécution | Support et dimensions      | Expositions, notes                                                                                  | Lieu de conservation  |
| ------- | ------------------------------------------------------------------- | ---------------- | -------------------------- | --------------------------------------------------------------------------------------------------- | --------------------- |
|         | Saint Vincent de Théodule Ribot                                     | c.1890           | lithographie               | Salon des artistes français, Paris 1890 mention honorable                                           | Localisation inconnue |
|         | Portrait de M. A. Motte dans un intérieur rempli de meubles anciens | c.1895           | huile                      | Salon de la Société artistique de Roubaix-Tourcoing en 1895                                         | Localisation inconnue |
|         | Portrait de dame en noir                                            | c.1896           | huile                      | Salon des artistes français, Paris 1896                                                             | Localisation inconnue |
|         | Portrait de vieille femme                                           | c.1897           | huile                      | Salon des artistes français, Paris 1897 médaille de 3e classe                                       | Localisation inconnue |
|         | Portrait d'Edmond Rodier dans son cabinet de travail                | 1897             | huile sur toile 50 × 38 cm | Salon de la Société artistique de Roubaix-Tourcoing en 1897 Salon des artistes français, Paris 1898 | Collection privée     |
|         | Portrait de Mme M... dans un intérieur artistement décoré           | c.1898           | huile                      | Salon des artistes français, Paris 1898                                                             | Localisation inconnue |
|         | Portrait de Mme P...                                                | c.1900           | huile                      | Exposition universelle Paris 1900 médaille de bronze                                                | Localisation inconnue |

## Sources
- Gallica [source insuffisante]
- L'Avenir de Roubaix-Tourcoing, éditions du 16 janvier 1898 et du 21 août 1900 sur le site de la Bibliothèque numérique de Roubaix
- Emmanuel Bénézit, Dictionnaire des peintres, sculpteurs, dessinateurs et graveurs.